# 宇田川憲一
宇田川 憲一（うだがわ けんいち、1949年4月5日 - ）は、日本の実業家。東ソー代表取締役社長、電気化学会会長、日本ソーダ工業会会長、相模中央化学研究所理事長などを歴任。全国発明表彰21世紀発明貢献賞受賞。

## 人物・経歴
東京都足立区出身。1972年東京工業大学工学部高分子工学科卒業、東洋曹達工業（現東ソー）入社。1988年アメリカ合衆国の子会社に副社長として出向し、1989年から4年間社長を務めた。1996年塩ビ海外プロジェクト統括チーム･リーダー。1998年石英事業室次長兼務。2000年社長室生産･技術グループリーダー兼連結経営グループ・サブリーダー兼務。2001年理事構造改革本部生産･技術グループ･リーダー兼連結経営グループ・サブリーダー。2003年ATプロジェクトチーム・リーダー兼務。2004年取締役研究企画グループ･リーダー、TGCプロジェクト統括チーム・リーダー兼務。2007年取締役TGCプロジェクト統括チーム･リーダー。2008年常務取締役南陽事業所長。2009年から代表取締役社長を務め、南陽事業所爆発火災事故への対応などにあたった。2016年取締役相談役、山口銀行取締役。2017年度電気化学会会長。2018年東ソー名誉顧問。2019年サンゲツ取締役（監査等委員）。相模中央化学研究所理事長、東ソー奨学会理事長、塩ビ工業・環境協会会長、日本ソーダ工業会会長、日本化学工業協会副会長なども歴任。全国発明表彰21世紀発明貢献賞受賞。